# Phú Thuận, Đà Nẵng
Phú Thuận là một xã thuộc thành phố Đà Nẵng, Việt Nam.
Xã Phú Thuận có diện tích 8,47 km², dân số năm 2019 là 6.631 người, mật độ dân số đạt 783 người/km².